# Centrale solaire photovoltaïque de Leforest
La centrale solaire photovoltaïque de Leforest  est une centrale solaire photovoltaïque située à Leforest, dans le Pas-de-Calais, en France.

## Histoire

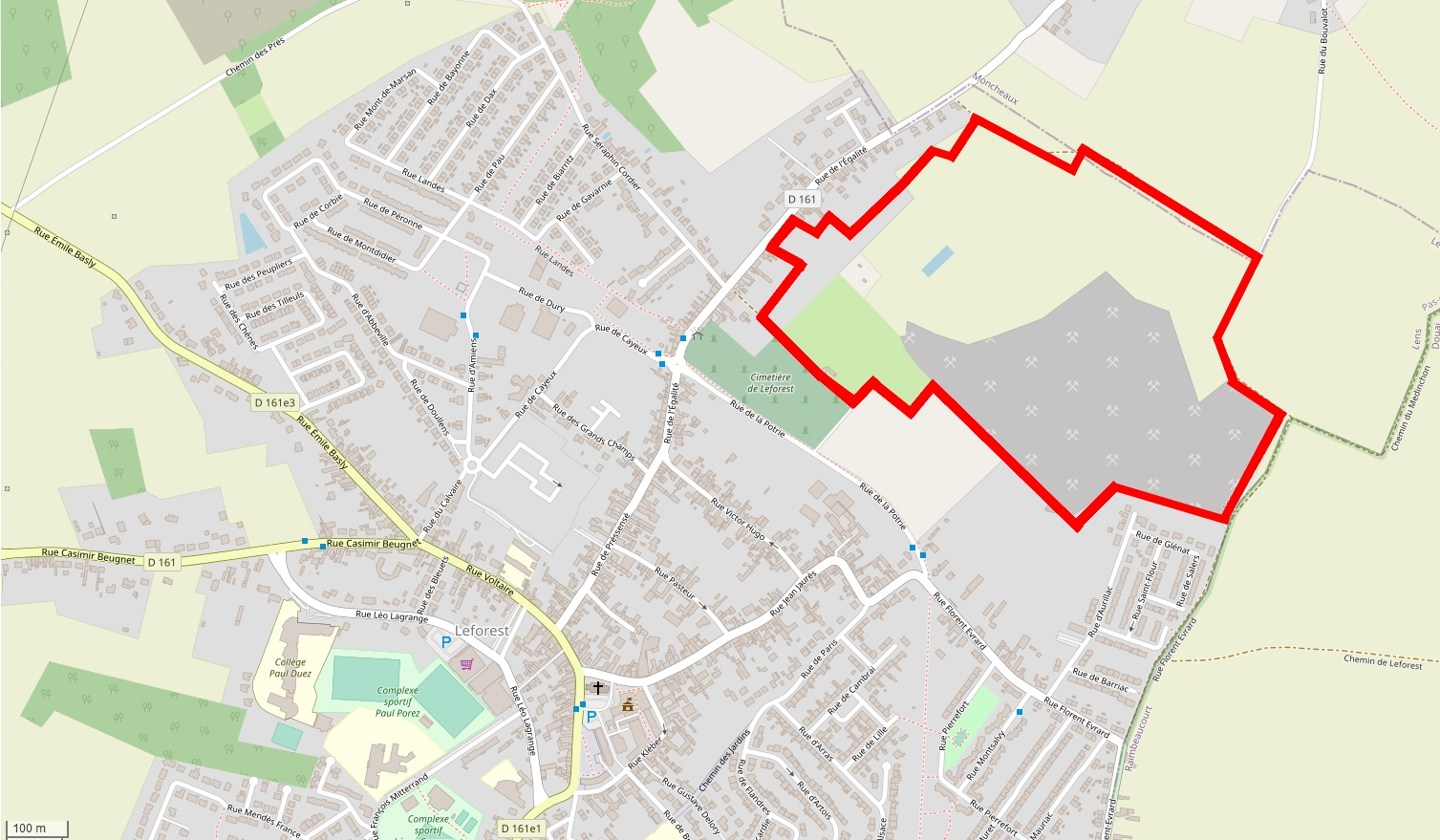
Localisation de la centrale dans Leforest.

Trente-quatre-mille-trois-cent panneaux solaires sont installés sur l'ancienne décharge de Leforest par la Générale du solaire de 2022 à mars 2023. Ceux-ci occupent une vingtaine des trente-deux hectares du site et permettent de produire 19,125 GWh d'électricité par an, soit la consommation hors chauffage de 6 375 foyers, le double de Leforest.
Une batterie permet de stocker le surplus d'énergie produite entre midi et 14 h pour le réinjecter durant le pic de 19 h à 21 h.
La centrale solaire est inaugurée le jeudi 13 juin 2024.